# Cecita
El lago Cecita es un lago artificial situado en Camigliatello, provincia de Cosenza, región de Calabria, Italia meridional. Fue creado con una represa hidroeléctrica de 55 metros de alto construida en el año 1951. El agua se usa también para irrigar los campos que lo rodean que, en gran medida, se cultivan de patatas.